# Sciaenochromis fryeri
Sciaenochromis fryeri és una espècie de peix de la família dels cíclids i de l'ordre dels perciformes.

## Morfologia
- Els mascles poden assolir 11,5 cm de longitud total.[1]

## Alimentació
Menja peixos.

## Hàbitat
Viu en zones de clima tropical entre 10-40 m de fondària.

## Distribució geogràfica
Es troba a Àfrica: llac Malawi.